# 大間々町上神梅
大間々町上神梅（おおままちょうかみかんばい）は、群馬県みどり市の町名である。郵便番号は376-0104。

## 地理
みどり市大間々町の西北部、赤城山の東南麓に位置する。北部は黒保根町宿廻に、東北部は大間々町塩沢に、東部は大間々町塩原に、南部から西南部にかけて大間々町下神梅に、西部は新里町赤城山にそれぞれ接する。
- 山岳：赤城山
- 河川：渡良瀬川、深沢川、湯沢川

## 歴史
大間々町上神梅の前身にあたる勢多郡上神梅村は、古く深沢村と称したが、寛永年間（1624年-1644年）から慶安年間（1648年-1652年）ごろに神梅村と宿廻村（黒保根町宿廻）に分かれたと見られ、1671年（寛文11年）に神梅村が上神梅村・下神梅村に分割して成立した。
1889年（明治22年）の町村制施行に伴い水沼村・八木原村・上田沢村・下田沢村・宿廻村・上神梅村・下神梅村・塩沢村が合併して黒保根村が成立。上神梅村は黒保根村の大字の一つとなる。1958年（昭和33年）に上神梅・下神梅・塩沢の3大字が山田郡大間々町に編入した。
2005年（平成17年）に、勢多郡新里村・黒保根村が桐生市に編入。2006年（平成18年）に、勢多郡東村・山田郡大間々町・新田郡笠懸町が合併してみどり市が成立。山田郡大間々町上神梅が、みどり市大間々町上神梅となる。

## 人口と世帯数
2022年（令和4年）12月末の人口と世帯数は以下の通りである。
| 町丁           | 人口  | 世帯数  |
| -------------- | ----- | ------- |
| 大間々町上神梅 | 517人 | 253世帯 |

## 学校区
公立の小・中学校に通う場合、学校区は以下の通りとなる。
| 町丁           | 区域 | 小学校                   | 中学校                 |
| -------------- | ---- | ------------------------ | ---------------------- |
| 大間々町上神梅 | 全域 | みどり市立大間々北小学校 | みどり市立大間々中学校 |

## 交通
町内に鉄道と国道が各1路線、県道が5路線通じている。群馬県道62号沼田大間々線・群馬県道70号大間々上白井線・群馬県道335号梨木上神梅停車場線は国道122号（銅山街道）と重複している。
南部を走る群馬県道333号上神梅大胡線（大胡道）は上神梅から新里町板橋を経て大胡町に至る路線で、板橋で国道353号と、大胡で群馬県道3号前橋大間々桐生線と接続している。群馬県道257号根利八木原大間々線は渡良瀬川の東岸にあり、渡良瀬川の両岸を往来するには、貴船橋を渡って大間々町塩原を経由する必要がある。
- 鉄道
  - わたらせ渓谷鐵道
    - わたらせ渓谷線：上神梅駅

- 国道・県道
  - 国道122号
  - 群馬県道62号沼田大間々線
  - 群馬県道70号大間々上白井線
  - 群馬県道257号根利八木原大間々線
  - 群馬県道333号上神梅大胡線
  - 群馬県道335号梨木上神梅停車場線

## 施設
- 神梅神社
- 覚成寺
- 旧神梅小学校
- 大間々町第十七区公民館（旧二十六区公民館）
- 深沢公民館
- 六合神社
- 神梅グラウンド
- 赤城ロマンド別荘地
  - ロマンド東地区
  - ロマンド中央地区
  - ロマンド西地区